# Taylorsville (Carolina del Norte)
Taylorsville es un pueblo ubicado en el condado de Alexander en el estado estadounidense de Carolina del Norte. Es sede del condado de Alexander. La localidad en el año 2000, tenía una población de 1.799 habitantes en una superficie de 5,9 km².

## Geografía
Taylorsville se encuentra ubicado en las coordenadas 35°55′04″N 81°10′28″O / 35.917869, -81.174561. Según la Oficina del Censo, la localidad tiene un área total de 5,9 km² (2,3 mi²), de la cual 5,9 km² (2,3 mi²) es tierra y 0 km² (0 mi²) (0.0%) es agua.

### Localidades adyacentes
El siguiente diagrama muestra a las localidades en un radio de 24 kilómetros (14,9 mi) de Taylorsville.

## Demografía
En el 2000 la renta per cápita promedia del hogar era de $24.875, y el ingreso promedio para una familia era de $34.063. El ingreso per cápita para la localidad era de $14.876. En 2000 los hombres tenían un ingreso per cápita de $29.735 contra $20.135 para las mujeres. Alrededor del 21.30% de la población estaba bajo el umbral de pobreza nacional.